# Lecanopteris carnosa
Lecanopteris carnosa là một loài thực vật có mạch trong họ Polypodiaceae. Loài này được (Reinw.) Blume miêu tả khoa học đầu tiên.